# Юдін Микола Михайлович
Микола Михайлович Юдін (24 квітня 1954, м. Путивль, Сумська область) — культурний діяч, педагог, поет, заслужений діяч мистецтв України (2004). Член Міжнародного союзу діячів естрадного мистецтва (1999), Національної спілки журналістів України (2002), Національної всеукраїнської музичної спілки (2003), Асоціації діячів естрадного мистецтва України (2005), Національної спілки театральних діячів України (2010). Лауреат  всеукраїнських та міжнародних мистецьких конкурсів і фестивалів.

## Життєпис
Народився у Путивлі 24 квітня 1954 року в сім'ї Катерини Михайлівни та Михайла Андрійовича Юдіних. В родині шанували народну культуру, любили музику і пісню, батько грав на багатьох струнних  музичних інструментах і мав гарний голос.[джерело?]
1976 року закінчив Харківський державний інститут культури (нині — Харківська державна академія культури). Служив в оркестрі Київського воєнного округу.
Микола Юдін пройшов трудовий шлях від директора будинку культури села Скуносове Путивльського району до начальника Сумського обласного управління культури (1998—2005). Брав активну участь в організації та проведенні широкомасштабних культурно-мистецьких  проєктів,  оглядів, конкурсів, фестивалів. Серед них: обласна естафета праці і культури,  Всеукраїнський сільський фестиваль мистецтв «Боромля», Міжнародний літературно-мистецький фестиваль «Кролевецькі рушники», козацьке свято «Калнишева Рада», фестивалі «Козацький родослав», «Мистецькі береги Ворскли» та інші.
Очолював Сумський обласний науково-методичний центр культури і мистецтв.
Від 2010 року працював на посаді директора Сумського обласного театру драми та музичної комедії імені М. Щепкіна. За досягнення високих показників діяльності театр, який очолював Микола Юдін, отримав статус академічного (2012) та національного (2020).
З липня 2022 року М. М. Юдін призначений директором Сумського академічного театру для дітей та юнацтва — єдиного в Україні театру, який поєднує у виставах два види театрального мистецтва: драматичне і лялькове. У складних умовах воєнного часу колектив, який очолює Микола Михайлович, постійно вдосконалює творчий процес, шукає нові форми роботи з молоддю, формує оригінальний сучасний репертуар.
Понад 30 років Микола Юдін присвятив педагогічній роботі: викладав у Сумському музичному училищі та училищі культури (нині — Сумський фаховий коледж мистецтв і культури імені Дмитра Бортнянського). Обіймав посаду доцента кафедри методики виховання Сумського обласного інституту післядипломної педагогічної освіти. Нині — доцент кафедри сценічного мистецтва, естради та методики режисерування Навчально-наукового інституту культури і мистецтв Сумського державного педагогічного університету імені А. С. Макаренка. Автор понад 40 наукових та науково-методичних праць, серед яких навчально-методичний посібник «Сумщина культурно-мистецька», низка наукових публікацій з питань історії розвитку культури, проблем дозвіллєвої роботи, естетичного виховання, театрального мистецтва.
Микола Михайлович член кількох творчих спілок: Національної спілки журналістів України, Національної спілки театральних діячів України, Національної всеукраїнської музичної спілки, Міжнародного союзу діячів естрадного мистецтва, секретар Асоціації діячів естрадного мистецтва України.

## Поетична творчість
У творчому доробку Миколи Юдіна кілька поетичних збірок, він автор текстів  пісень, які звучать в ефірі радіо і телебачення. Серед них — «Кролевецький рушник», «Фестиваль "Боромля"», «Місто моє» на музику композитора Леоніда Попернацького. Пісні на слова М. М. Юдіна виконували відомі українські співаки: народний артист України Віктор Шпортько, заслужений артист України Павло Мрежук, лауреатка  міжнародних та всеукраїнських конкурсів Ольга Ларіна та інші.

## Нагороди та відзнаки
- 2001 — Подяка Кабінету Міністрів України
- 2001 — Почесна грамота голови Сумської обласної державної адміністрації
- 2003 — Грамота Всеукраїнського товариства «Просвіта» імені Тараса Шевченка
- 2004 — звання «Заслужений діяч мистецтв України»
- 2004 — Почесна відзнака Міністерства культури і мистецтв України «За багаторічну плідну працю в галу зі культури»
- 2004 — Почесна грамота Центрального комітету профспілки працівників культури України
- 2004 — Почесна відзнака голови Сумської обласної державної адміністрації
- 2004 — Почесна грамота Сумської обласної ради
- 2009 — Грамота Національної спілки письменників України
- 2009 — Почесна відзнака Сумської обласної ради «За високі досягнення»
- 2013 — Грамота Сумської обласної ради
- 2014 — Почесна грамота Національної спілки театральних діячів України
- 2019 — Почесна відзнака «За заслуги перед Сумщиною» ІІІ ступеня[8]

## Вибрані публікації
- Естетичне виховання в світлі інтеграції мистецтв / М. М. Юдін // Освітні інновації: філософія, психологія, педагогіка: матеріали Міжнародної науково-практичної конференції. Ч. 1. — Суми, 2014. — С. 226—230.
- Нерухомі пам'ятки козацького періоду в історико-культурній спадщині Сумщини / М. М. Юдін // Третя Сумська обласна наукова історико-краєзнавча конференція, 7—8 грудня 1999 р. : зб. статей. — Суми, 1999. — С. 26—27.
- Культурна трансформація сучасного українського суспільства. Стан та перспективи Сумського регіону / М. М. Юдін // VII Культурологічні читання пам'яті Володимира Подкопаєва «Культурна трансформація сучасного українського суспільства»: зб. матеріалів Всеукраїнської науково-практичної конференції, м. Київ, 4—5 червня 2009 р. Ч. 1. — Київ, 2009. — С. 152—160.
- Сучасні тенденції розвитку культури Сумщини та її вплив на виховання особистості / М. М. Юдін // Гуманізація навчально-виховного процесу: зб. наук. праць. Вип. LVIII. Ч. І. — Слов'янськ, 2011. — С. 210—217.
- Театр як один з найважливіших засобів естетичного виховання / М. М. Юдін // Педагогіка вищої та середньої школи: зб. наук. праць. — Кривий Ріг, 2013. — С. 275—280.
- Сумщина культурно-мистецька: навчально-методичний посібник / М. М. Юдін. — Суми: Ніко, 2015. — 240 с.